# Ontologie (informatica)
In de informatica en de logica is een ontologie het product van een poging een uitputtend en strikt conceptueel schema te formuleren over een bepaald domein. Een ontologie is typisch een datastructuur die alle relevante entiteiten en hun onderlinge relaties en regels binnen dat domein bevat, zoals bij een domeinontologie het geval is. Op het terrein van de kunstmatige intelligentie wordt het begrip ontologie gebruikt als aanduiding voor een beschrijving van de werkelijkheid die door computers kan worden geïnterpreteerd. Dezelfde aanduiding wordt in het semantisch web gebruikt. Binnen het semantisch web moet een computer de betekenis van tekst en metadata kunnen afleiden en op basis van die betekenis kunnen redeneren en gevolgtrekkingen maken.
Een ontologie wordt wel gedefinieerd als: 'Een strikt en uitputtend schema voor een bepaald onderwerpsdomein, meestal in een hiërarchische structuur, dat alle relevante grootheden en hun relaties bevat, alsmede de regels waaraan die grootheden en relaties binnen dat domein voldoen.' Het gebruik van het woord ontologie binnen de informatica is afgeleid van het woord ontologie binnen de filosofie.
Een ontologie verschilt van een database doordat een ontologie niet alleen feiten bevat maar ook regels, gevat in logische formules. Een automatisch redeneerprogramma moet uit dergelijke regels nieuwe feiten kunnen afleiden.
Een ontologie die niet verbonden is aan een specifiek domein, maar die algemene entiteiten probeert te beschrijven, wordt een foundation ontology, top level ontology of upper ontology genoemd. Een meer gespecialiseerde tussenvorm wordt een core ontology genoemd en probeert een specifiek maar breed toepassingsgebied te beschrijven. Over het algemeen moeten de schema's zo zijn ontworpen, dat zij specifiek op een bepaald vakgebied of domein zijn gericht, daarin zijn gespecialiseerd, zodat de gegevens geschikt zijn voor het nemen van te gebruiken beslissingen.